# Ilha de Gorgona
A Ilha de Gorgona é a menor ilha do arquipélago Toscano, localizada no mar Lígure, a 37 km da costa de Livorno, sendo uma fração desta comuna. Possui população em torno de 300 habitantes entre detentos, agentes policiais e moradores fixos. 
Está a 40 km de Capraia, 60 km da Córsega e estende-se por uma área de 2,23 km².
Gorgona  em grego Γοργών ou Γοργώ, (transl. Gorgón ou Gorgó) antigamente também chamada de Urgon ou Marmorica,  é mais conhecida pelo isolamento, fauna e flora.

## História
História Pagã
A antiga Urgon, conhecida dos etruscos e dos gregos que a chamavam também de Egilora, foi certamente habitada pelos romanos. As evidências são restos de uma vila do século I d.C. 
O nome foi citado por Plínio, o Velho, que afirma estar próxima a Pianosa e Capraia. Pmpônio Mela mencionou  anteriormente (43 a.C.), mas apenas como um item em uma lista de ilhas nas imediações.
A partir do século IV d.C., foi o local de um monastério, lugar de retiro de monges que não obedeciam às regras da época. 
História Monástica
A tradição diz que os monges de Gorgona resgataram as relíquias de Santa Julia da Córsega antes de serem transportadas para o continente no século VIII.
O monastério foi abandonado após a sua destruição pelos sarracenos e, no século XI, a República de Pisa retirou os muçulmanos do mar Tirreno prosseguindo contra seus redutos na África. 
Em 1051, pouco antes da ocupação pela República de Pisa, o monastério foi reconstituído, ainda beneditino, e foi declarado sob a proteção papal. Posteriormente aristocratas presentearam terras em Toscana (onde está localizada Pisa) e no norte da Córsega. 
A carta 130 de Catarina de Siena para um nobre florentino, encoraja-o a entrar para o mosteiro de Gorgona que necessitava ser remodelado segundo a Ordem dos Cartuxos. 
A ilha passou a pertencer a Florença em 1421 e, sujeita a freqüentes incursões bárbaras, foi abandonada em 1425, por poucos cartuxos que sobreviveram a intensos ataques e atrocidades. 
História Moderna
A concessão da ilha foi dada em 1509 a um pisano, na tentativa de repovoá-la e torná-la mais segura com uma fortaleza.
Em 1564, a ilha foi doada aos basilianos e em 1567, sob o comando do grão-duque Cosmo de Médici, a antiga torre pisana foi fortalecida.
Sob posse de Cartuxos, em 1701, foram construídas estruturas até hoje visíveis, como a igreja, pequenas lojas e casas de pescadores. 

Em 1777, o grão-duque da Toscana, Pietro Leopoldo I, incentivou a transferência de cidadãos, cedendo terrenos a eles e cancelando todos os contratos de débitos sobre assuntos não toscanos.
História Contemporânea
Gorgona se tornou uma colônia penal agrícola em 1869, após a unificação do Reino de Itália, em 1861. 
No período entre o século XVIII até o início do século XX, as anchovas pescadas na ilha, se tornaram famosas e renderam receitas muito significativas para Livorno. 

## Geografia
Gorgona tem uma superfície de 2,23 km², costa com um pouco mais de cinco km. De norte a sul e mede cerca de 2,2 km  e de leste a oeste aproximadamente 1,57 km. A altura máxima atinge 255 m acima do nível do mar, em Punta Gorgona.

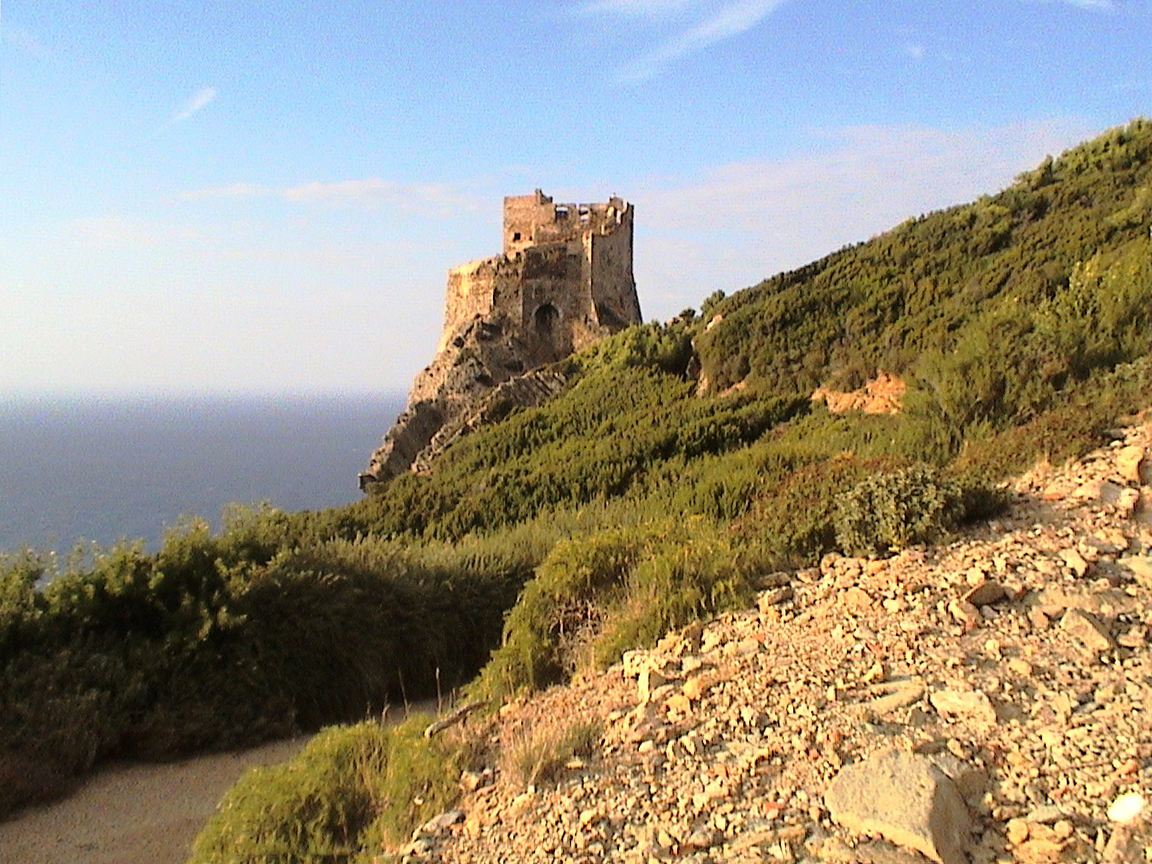
Costa Oeste.

O território é montanhoso, com um declive mais acentuado no lado ocidental. Na parte oriental, possui um declínio mais suave, com três pequenos vales.

### Geologia
Do ponto de vista geológico, a ilha é caracterizada principalmente por calcário antigo, gnaisse, xistos, micaxistos e ofiolitos. 
As ilhas do arquipélago são o resultado do aprofundamento de uma antiga cadeia montanhosa, segundo a lenda deTirrenide 
As costas são em geral íngremes e sem praias significativas. 
O Instituto Superior pela Proteção e Pesquisas Ambientais (Ispra) possui um museu geológico com um  modelo da ilha de Gorgona do ano de 1914.  O valor científico, a diversidade econômica e cultural é notável. 

### Clima
Não havendo um sistema de detecção contínua do clima local, as medidas e avaliações resultantes de pesquisas gerais do arquipélago, são relatadas em base de dados não aceitáveis no sentido científico, pois podem sofrer de uma provável margem de erro. 
Eurometeo Gorgona: Período 1961 a 1990 
| Mês    | J  | F  | M  | A  | M  | J  | J  | A  | S  | O  | N  | D  |
| ------ | -- | -- | -- | -- | -- | -- | -- | -- | -- | -- | -- | -- |
| Máxima | 10 | 10 | 12 | 15 | 18 | 21 | 25 | 25 | 22 | 18 | 14 | 11 |
| Mínima | 7  | 7  | 8  | 10 | 13 | 17 | 20 | 20 | 18 | 14 | 11 | 8  |
| Média  | 9  | 8  | 10 | 12 | 15 | 19 | 22 | 22 | 20 | 16 | 12 | 10 |

### Meio ambiente
Assim como as ilhas de Capraia, Pianosa, Elba, Giglio, Giannutri e Montecristo, Gorgona também faz parte do Parque Nacional do Arquipélago Toscano, criado para proteger os ambientes naturais de valor cultural e científico.
Zonas protegidas da ilha: 
No solo: 100% do território (maior parte na zona 1 e o restante na zona 2)
- Zona 1: totalmente protegida

- Zona 2: parcialmente protegida

No mar: quase a totalidade pertence a zona 1, com exceção de um pequeno trecho na Enseada Scalo, que pertence a zona 2. 
- Zona 1: Proibido qualquer acesso, navegação, parada, ancoragem, pesca e mergulho.

- Zona 2:  A navegação, parada, ancoragem e mergulho, são regulados pela Direção da Casa de Detenção. [2]

#### Fauna

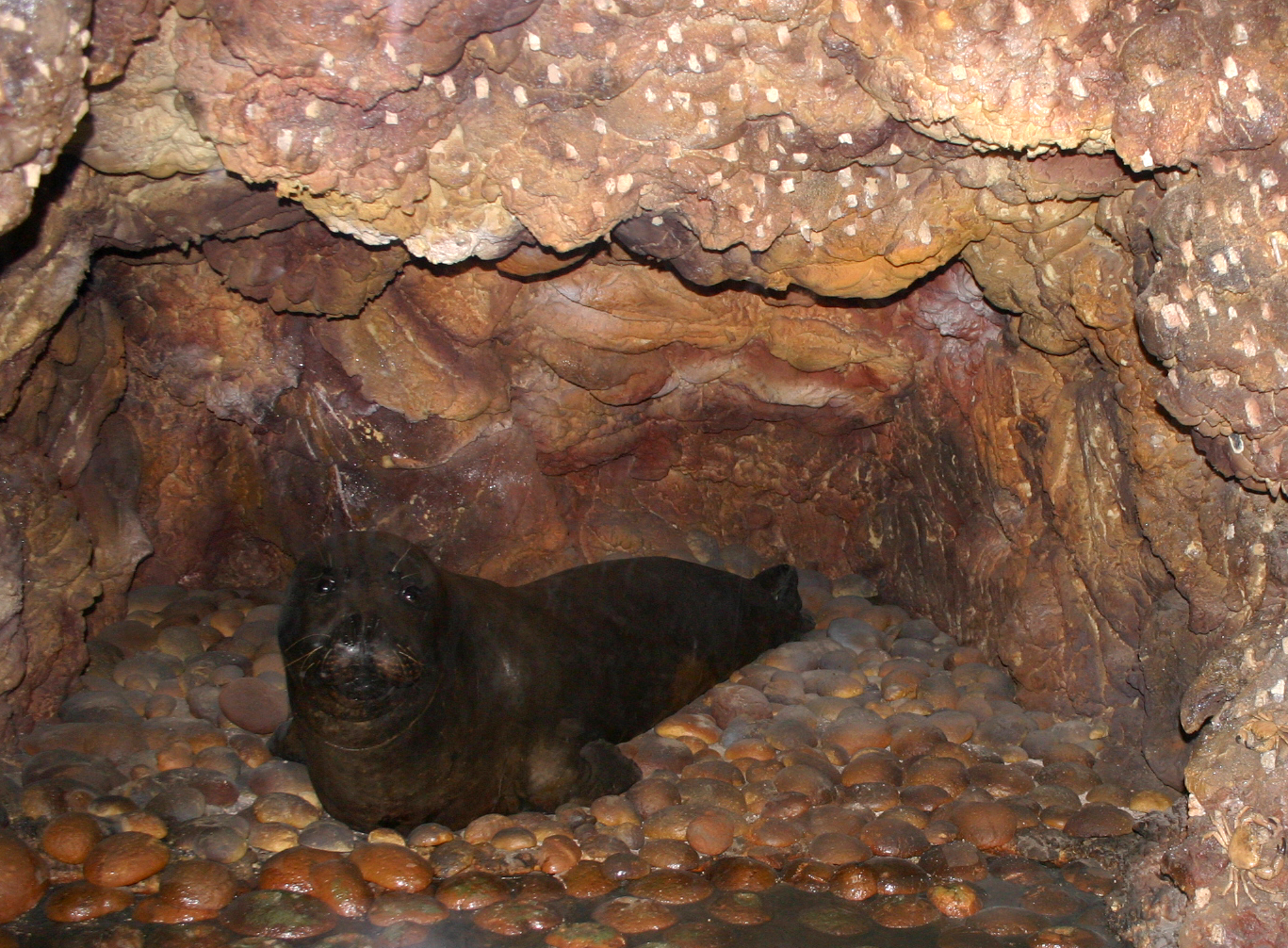
Foca-monge-do-mediterrâneo.

São encontradas lagostas, garoupas, anchovas, homarus gammarus, Dentex dentex e outras espécies valiosas típicas de costas sem contaminação. 
É um refúgio ideal de gaivotas-de patas-amarelas, gavoitas-de-audouin, corvos-marinhos-de cristal,  corvos comuns, águias de asas redondas, falcões peregrinos, coelhos-europeus, cobras e nenhuma víbora.Há muito tempo o bode foi extinto, assim como as focas-monge-do mediterrâneo.
Desde 1989 os animais são cuidados com homeopatia. Focas-monge-do-mediterrâneo foram filmadas, em abril de 2010, por pescadores em frente à ilha Marettimo.
Segundo a WWF, pode se tratar de uma pequena colônia. Existe apenas cerca de 400 exemplares distribuídos em outros locais.  
A notícia trouxe esperanças de retornarem à ilha, após 50 anos de ausência. 

#### Flora
A vegetação que cobre quase 90% da ilha é caracterizada essencialmente pela maquis mediterrânea. A presença de árvores é notável, ajudada pela presença de um solo arenoso mais profundo, devido à erosão das rochas que compõem a ilha.
Grande parte da atual vegetação não se identifica com a original cobertura vegetal. 
A floresta de azinheiras, mais amplamente representada no passado, agora está reduzida a fragmentos esparsos, no sudoeste e lado oriental da ilha.
As florestas são caracterizadas por pinheiros-de-alepo. A vegetação rasteira é representada por ericaceae, como urzes-molares e em menor escala, medronheiros. 

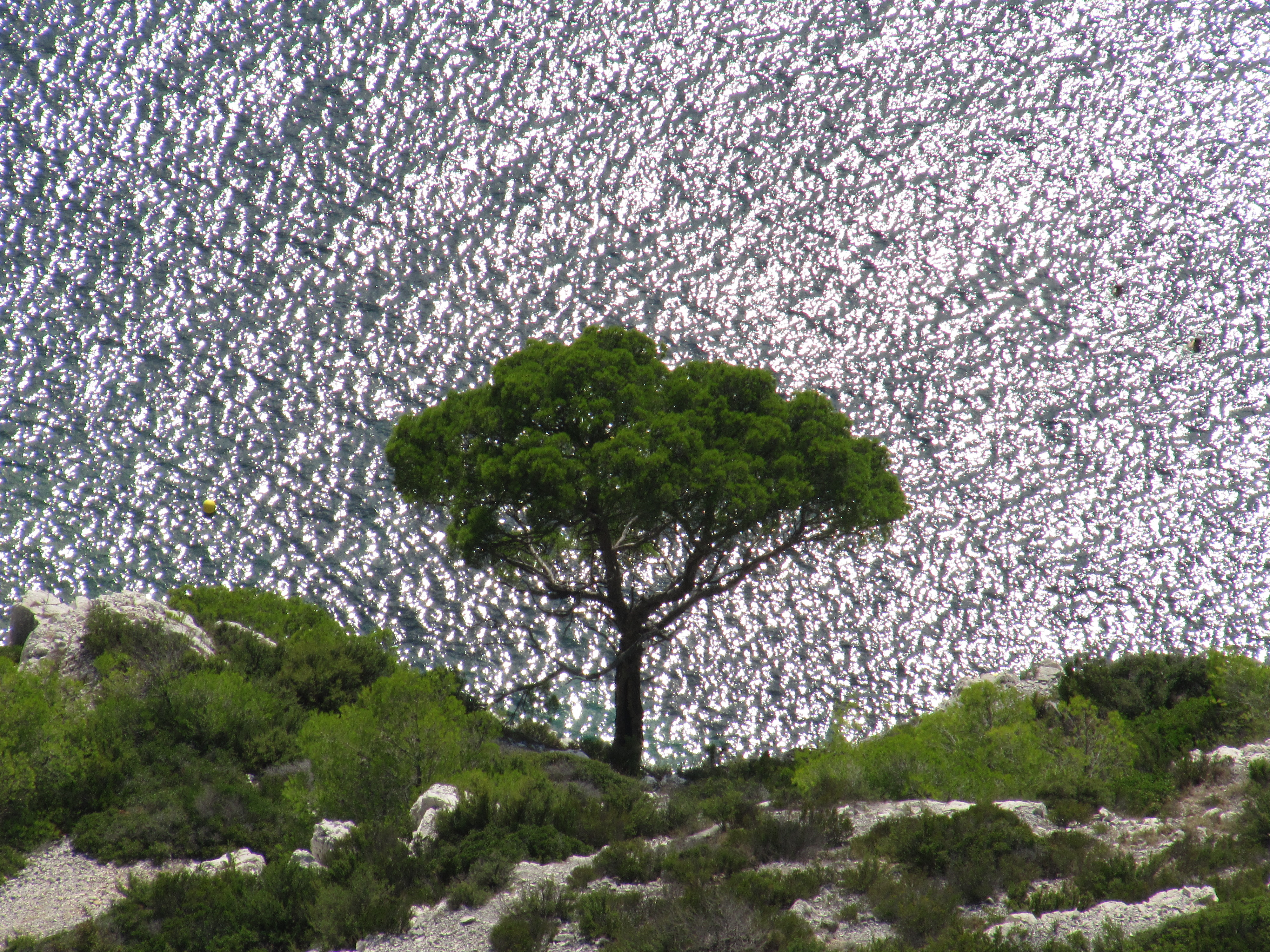
Pinheiro-de-alepo.

No coração da ilha há um reflorestamento de pinheiros-bravos e na mesma área um pequeno bosque de castanheiras que, baseado em uma particular situação microclimática, parece ter se adaptado a um ambiente não apropriado para a espécie. 
Outras plantas caracterizadas pelo clima bastante úmido: fraxinus e ulmeiros. 
Na maquis alta também são encontradas aroeiras, phllyreas e sabinas-negral. Arbustos e maquis baixa dominam a maior parte da área rochosa e falésias. 
A ilha possui seis espécies de orquídeas, incluindo a interessante spiranthes spiralis. 
Várias espécies de fungos e líquens contribuem para enriquecer os ecossistemas mais simples ou mais evoluídos da ilha.

## Demografia
Em 1978, foram reportados 57 habitantes, entre policiais, detentos e moradores. 
A população aumentou para 224 habitantes em 1984, passando a ser propriedade da Justiça do Estado. 
Em setembro de 2010 havia 75 detentos, 3 barcos patrulheiros diários com 52 pessoas e aproximadamente 70 agentes mobilizados em torno do presídio. 

## Infra Estrutura
Não há qualquer tipo de hospedagem para turistas.É recomendado o contato com a associação local, que fornece todas as informações necessárias para quem deseja conhecer a ilha.
O cárcere: Gorgona é um "outro" mundo, e como tal tem regras rígidas e limitações. É prisão, parque, fazenda, comunidade de homens e natureza. É um lugar de qualidade e experimentação. O trabalho com a terra e os animais é uma parte fundamental do processo de reabilitação.

### Transportes
A antiga vila de pescadores está desaparecendo, pois a ilha transformou-se em sede de uma Colônia penal a céu aberto. 
Em janeiro de 2011, a direção do presídio, por razões de segurança, suspendeu o serviço de ferry-boat e Gorgona  ficou sem ligações com o continente. 
Houve mobilização por parte dos poucos moradores, para que a ilha não ficasse fechada para sempre.
Em abril de 2011, uma companhia de navegação voltou a efetuar o transporte entre Livorno e a ilha, duas vezes por semana, provisoriamente, garantindo o direito à mobilidade. 

### Ciência e Tecnologia
Energia das ondas: Em 05 de julho de 2011, pesquisadores do Instituto Politécnico de Turim estudavam uma oferta integrada de energia para Gorgona, porém, para a instalação do sistema Iswec (Inertial Sea Wave Converter) há barreiras: a ilha tem proteção especial tanto no arquipélago, como no mar da União Europeia. 

## Galeria de fotos

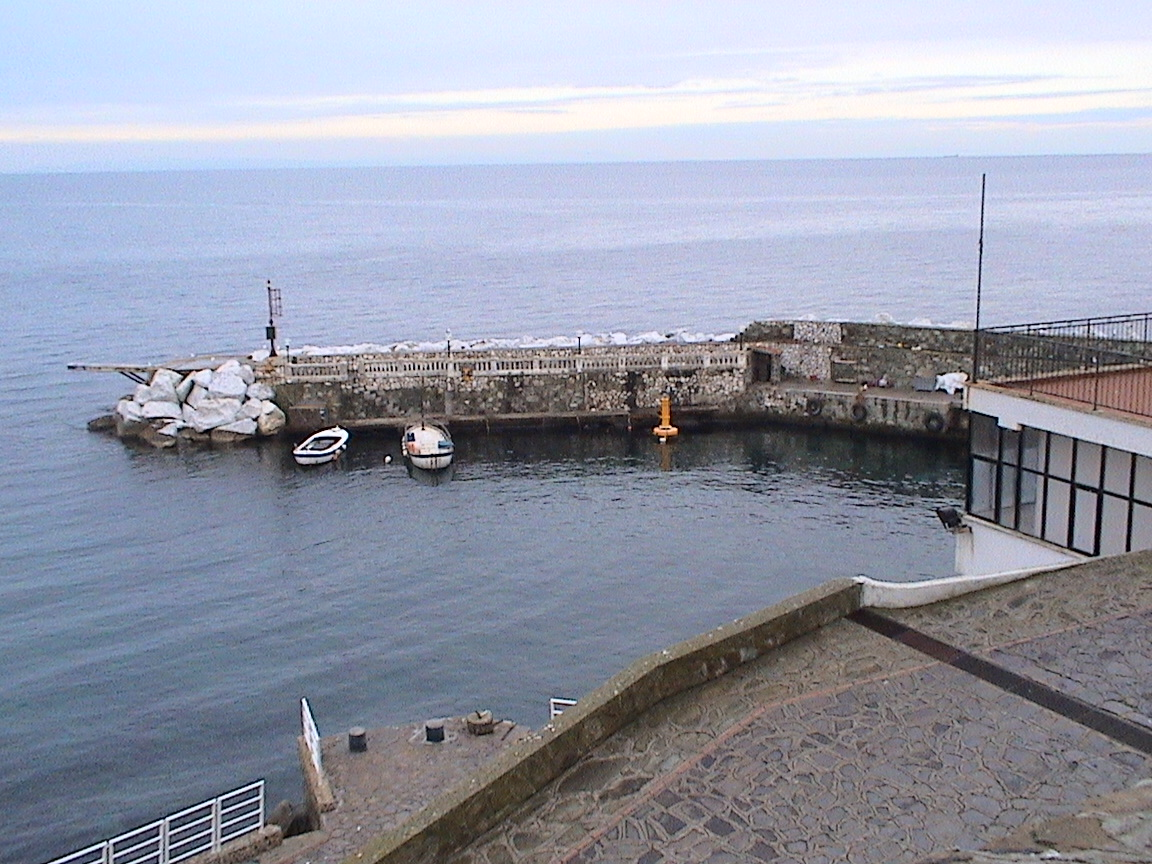
Vista parcial do pequeno porto.
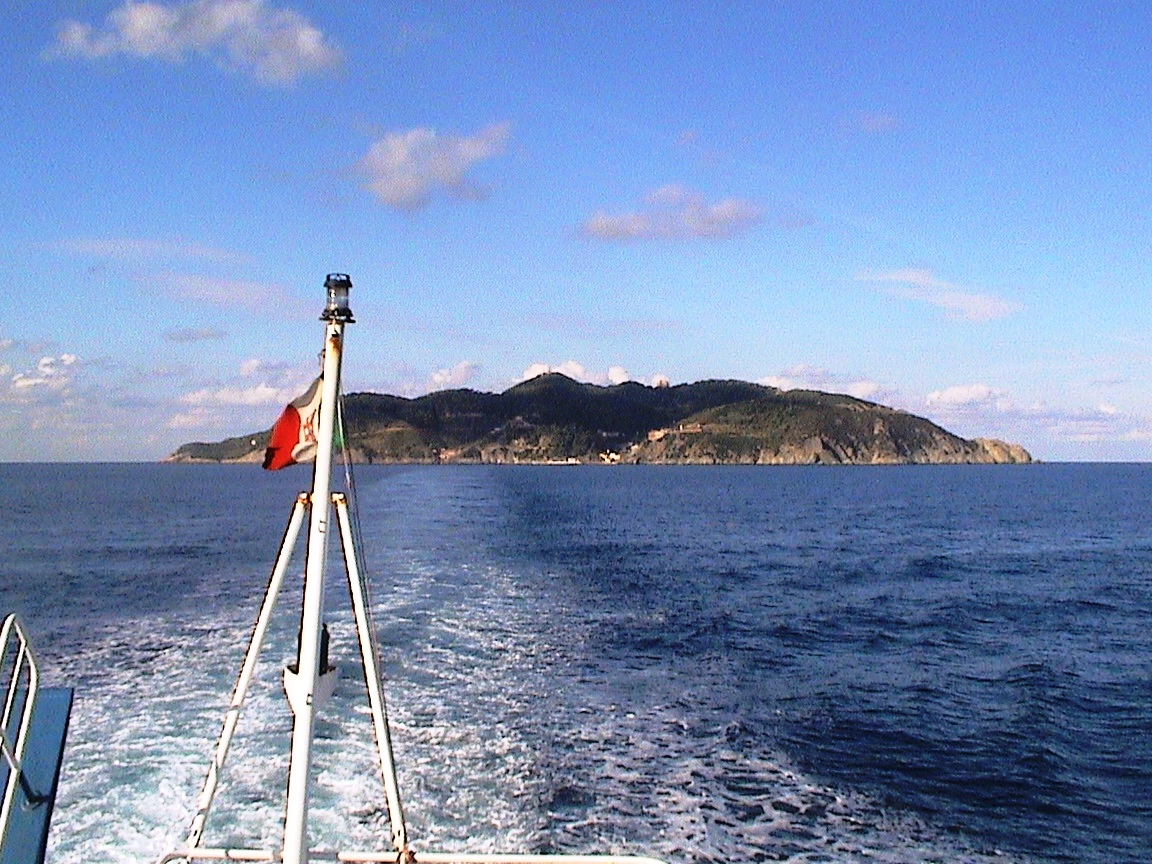
Vista da Ilha Gorgona.
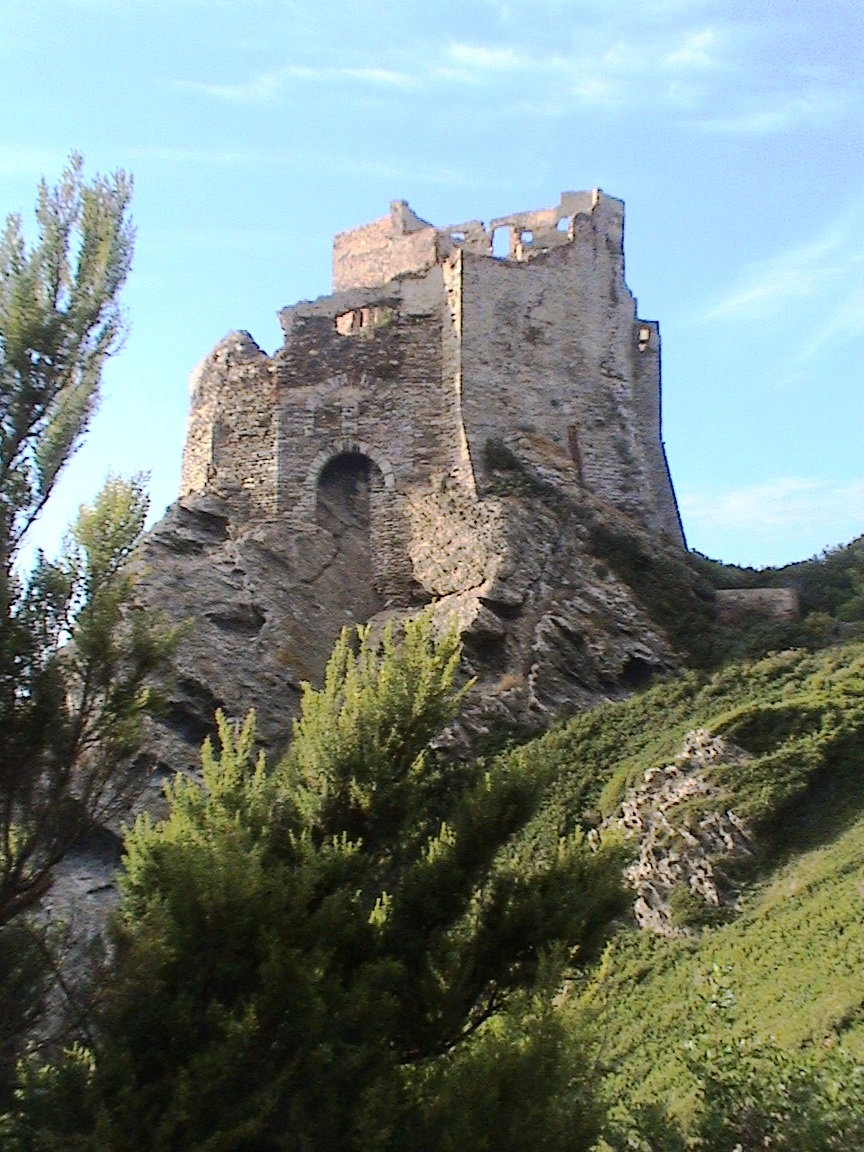
Vista mais próxima da torre.
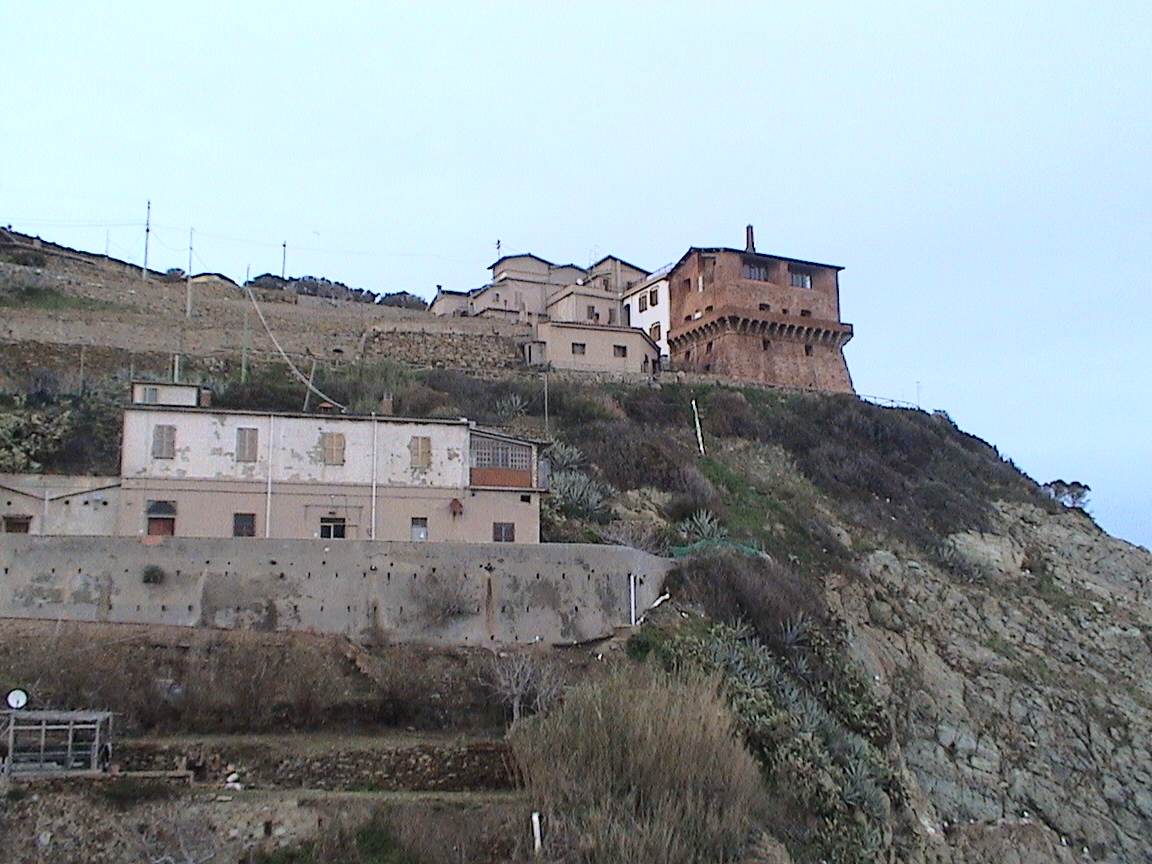
Uma das fortificações.
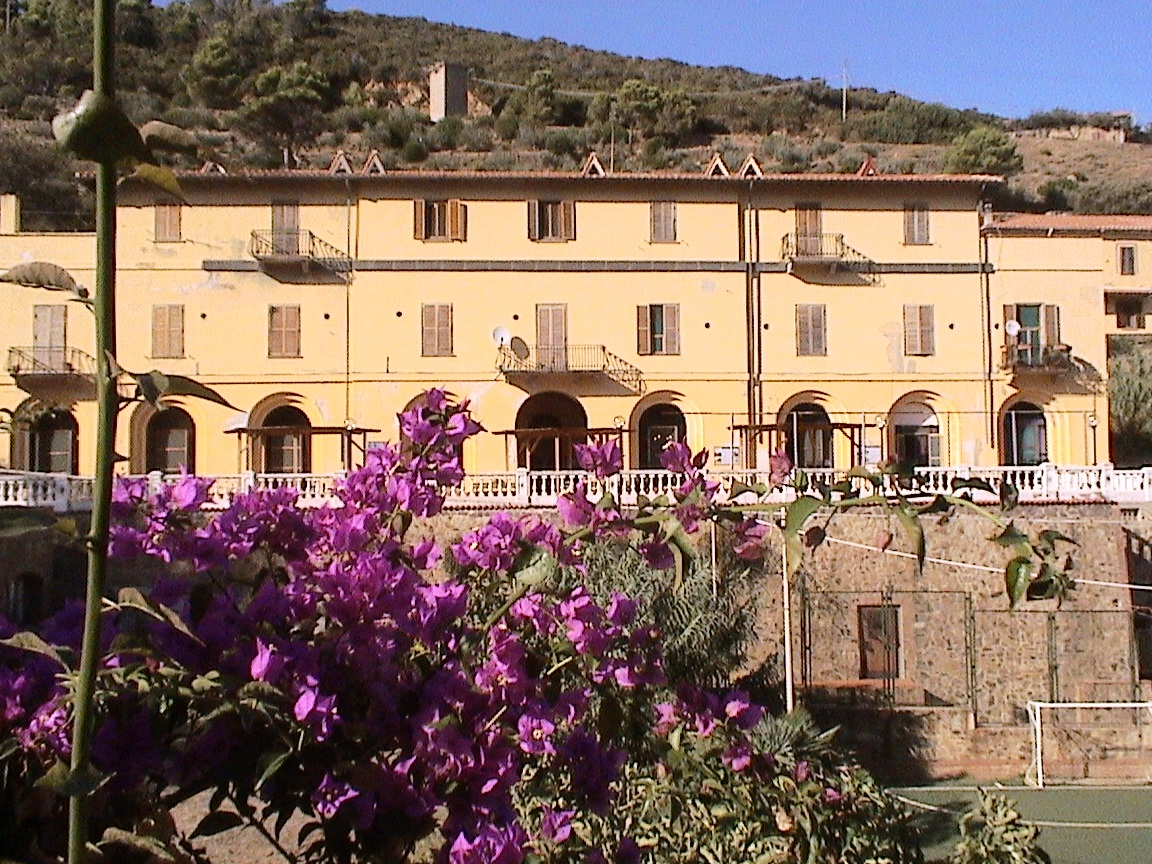
Administração da colônia penal.